# كهف إكاين

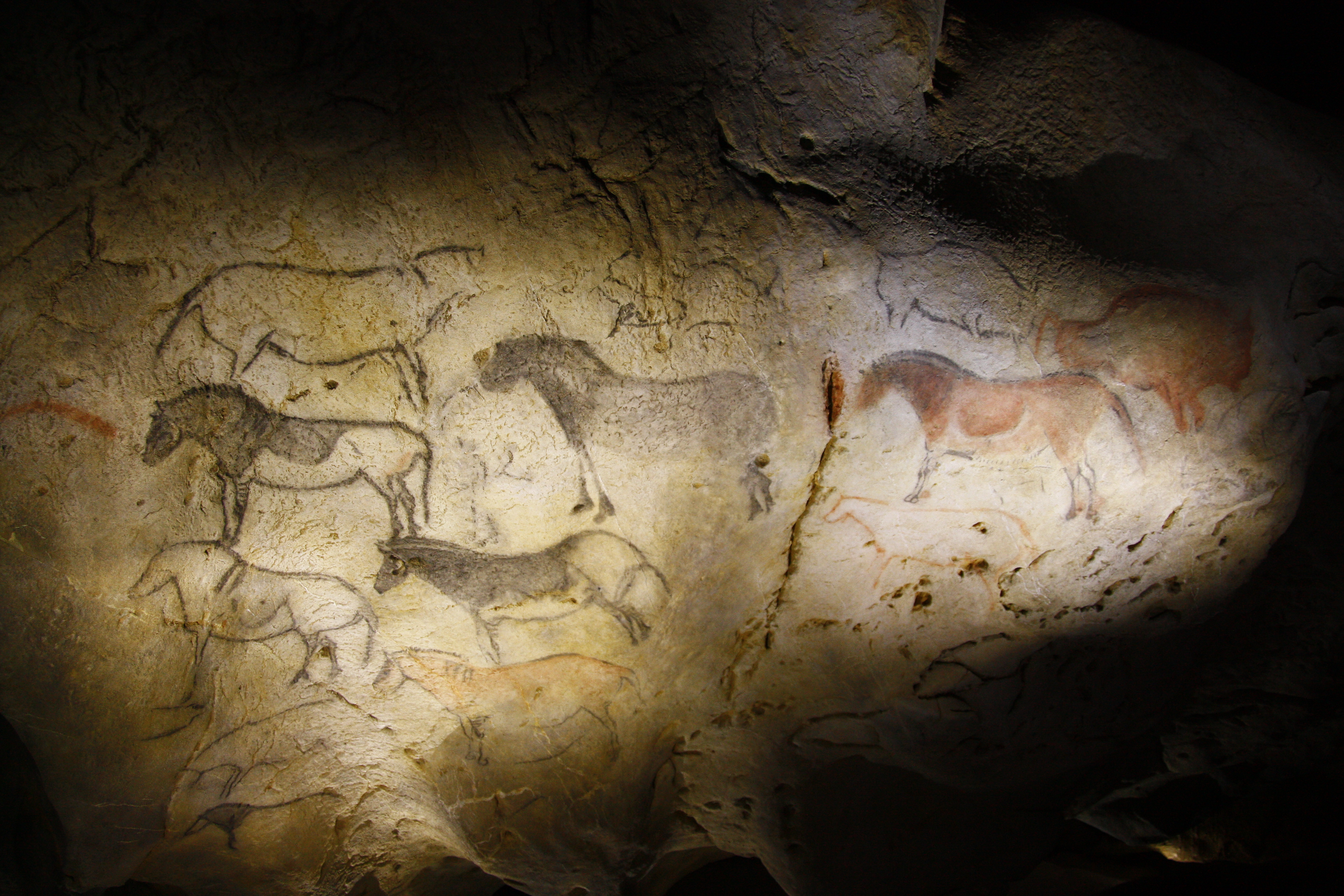
رسومات كهف إكاين

كهف إكاين (بالإسبانية: Cueva de Ekain)‏ هو كهف يقع في منطقة إقليم الباسك ذاتية الحكم، وذلك حوالي 40 كم غربي مدينة سان سيباستيان.
في سنة 1969 اكتشف أن هذا الكهف يحوي على رسومات تعود إلى العصر الحجري، وهي رسومات لحيونات عدة تتضمن الوعل والخيل والبيسون والأيل والدببة.